# الحوت الأسود
الحوت الأسود (بالإنجليزية: Blackfish)‏ هو فيلم وثائقي أُصدر في الولايات المتحدة سنة 2013. ومن إخراج جابرييلا كوبرثوايت.

## القصة
يتناول الفيلم بعض الحقائق عن الحوت القاتل تيليكوم والتي تلفت انتباهنا لإعادة النظر في تعاملنا مع الطبيعة، إلى جانب كشف ما تعلمناه من هذه الثدييات الذكية والحساسة.

## الميزانية والإيرادات
حقق أرباحاً تقدر بـ 2,073,582 دولار.

## التقييم
حصل الفيلم على إشادة عالمية من النقاد، حيث حصل على نسبة 98% في موقع الطماطم الفاسدة بناء على 106 مراجعة.

## وصلات خارجية
- الموقع الرسمي
- Gabriela Cowperthwaite
- الحوت الأسود على موقع IMDb (الإنجليزية)
- الحوت الأسود على موقع ميتاكريتيك (الإنجليزية)
- الحوت الأسود على موقع روتن توميتوز (الإنجليزية)
- الحوت الأسود على موقع قاعدة بيانات الأفلام العربية
- الحوت الأسود على موقع ألو سيني (الفرنسية)
- الحوت الأسود على موقع Turner Classic Movies (الإنجليزية)
- الحوت الأسود على موقع أول موفي (الإنجليزية)
- الحوت الأسود على موقع فيلمافينيتي (الإسبانية)
- الحوت الأسود على موقع قاعدة بيانات الأفلام السويدية (السويدية)
- الحوت الأسود على موقع قاعدة بيانات الفيلم (الإنجليزية)
- Blackfish  على فيسبوك.